# Jean Ier de Dol
Pour les articles homonymes, voir Jean Ier.
Jean Ier de Dol, († 1092), est seigneur de Combourg vers 1065 puis  archevêque de Dol de 1087 à 1092.

## Origine
Jean de Dol est le fils puîné de Riwallon de Dol et de son épouse Aremburge du Puiset, fille de Gelduin vicomte de Chartres.

## Seigneur et archevêque
Jean Ier de Dol devient seigneur de Combourg après la mort de son père vers 1065.
Jean Ier fonde un prieuré dit l'Abbaye-sous-Dol avec ses frères Guillaume et Gilduin, chanoine de Dol, sous le patronage de Geoffroy Grenonat le comte de Rennes.
Juhel ou Juthaël l'archevêque de Dol, qui avait acheté son siège vers 1040 au duc Alain III de Bretagne avant de se marier publiquement après son ordination épiscopale, est condamné par le Pape Grégoire VII en 1076 et doit quitter son siège. Il se retire en territoire normand à l'abbaye du Mont-Saint-Michel d'où avec ses troupes il met au pillage la campagne de Dol.  Pour le remplacer le clergé et les dolois élisent Gilduin le jeune frère de Jean Ier de Dol et l'envoient au Pape pour être consacré. A la demande du jeune Seigneur, respectueux des réformes engagées par la pape, c'est finalement Éven († 1081) abbé de Saint-Melaine de Rennes depuis 1058 qui est nommé archevêque. Juhel fait appel à Guillaume Ier de Normandie et le Pape doit envoyer d'abord trois légats en 1078 puis Hugues de Dié pour confirmer la nomination d'Éven. 
Jean de Dol, devenu veuf, se fait moine entre 1079 et 1083 à l'abbaye Saint-Florent de Saumur dont son frère aîné Guillaume est l'abbé entre 1070 à 1118. La seigneurie de Combourg passe alors entre les mains de son fils aîné Riwallon II.
Geoffroy Ier Boterel comte de Penthièvre avait l'ambition d'étendre ses domaines au-delà de la Rance et de prendre le contrôle du nord-est de la Bretagne c'est-à-dire la région de Dinan et Dol-de-Bretagne. Dans les années 1080, avec la complicité de son allié le vicomte Hamon III d'Aleth, dont les domaines s'étendent sur la rive gauche du fleuve il réussit à s'emparer de la cité archiépiscopale de Dol-de-Bretagne. Après la mort d'Hamon III († vers 1084) il doit se retirer. 
C'est à ce moment que Jean Ier de Dol dont le frère Gilduin (†  1078) élu en 1075/1076  avait décliné le siège d'archevêche de Dol, est choisi à son tour à la dignité achiépiscopale comme successeur d'Éven. Pour obtenir sa consécration il entreprend le voyage jusqu'à Rome où il meurt le 27 juin 1092.

## Union et postérité
Jean Ier de Dol avait épousé Godehilde, fille de Main II de Fougères dont :
- Riwallon II de Dol qui lui succède et meurt à une date et dans des circonstances inconnues ;
- Gelduin Ier de Dol († 1137) , seigneur de Combourg après son frère ;
- H.[avoise] épouse de Geoffroy II de Penthièvre.

## Sources
- Amédée Guillotin de Corson Combourg, La Découvrance, réédition 1994,  (ISBN 2910452115).
- Stéphane Morin Trégor, Goëlo, Penthièvre. Le pouvoir des Comtes de Bretagne du XIe au XIIIe siècle Presses Universitaires de Rennes & Société d'émulation des Côtes-d'Armor. Rennes 2010  (ISBN 9782753510128).
- Michel Brand'Honneur  Manoirs et châteaux dans le comté de Rennes (XIe – XIIe siècles)' PUR Rennes (2001)  (ISBN 2 86847 5612).
- Amédée Guillotin de Corson, Pouillé Historique de l’archevêché de Rennes, vol. I, Mayenne, Éditions Régionales de l'Ouest, 1997 (ISBN 2855540836), p. 399-400.